# Pavlína Springerová
Pavlína Springerová (* 19. března 1977 Hradec Králové) je česká politička a politoložka, od roku 2020 zastupitelka Královéhradeckého kraje, od roku 2022 primátorka města Hradec Králové, od roku 2019 předsedkyně hnutí Hradecký demokratický klub. V letech 2012 až 2019 zastávala funkci děkanky Filozofické fakulty Univerzity Hradec Králové, v letech 2019 až 2022 byla prorektorkou Univerzity Hradec Králové.

## Život
Narodila se roku 1977 v Hradci Králové. Po maturitě na gymnáziu Boženy Němcové vystudovala bakalářský obor učitelství historie a občanské nauky na Univerzitě Hradec Králové a následně získala magisterský titul z politologie na Univerzitě Palackého v Olomouci. Zde také získala doktorát obhajobou disertační práce na téma Analýza vývoje a činnosti moravistických politických subjektů v letech 1989–2005.
Po ukončení studií pracovala na Univerzitě Hradec Králové jako tajemnice, v letech 2005 až 2006 zde působila jako odborná asistentka. V roce 2010 se stala vedoucí katedry politologie na Filozofické fakultě Univerzity Hradec Králové a vedla ji do roku 2012, kdy byla zvolena děkankou FF UHK. Roku 2019 odstoupila z pozice děkanky FF UHK a stala se prorektorkou pro strategii a rozvoj UHK. Z této funkce odstoupila 15. listopadu 2022 z důvodu svého zvolení primátorkou města Hradec Králové.
Veřejně se hlásí ke své homosexuální orientaci, se svou partnerkou vychovává dceru.

## Politické působení
V roce 2010 kandidovala jako nezávislá za Sdružení ALTERNATIVA do zastupitelstva Hradce Králové. Získala 3 648 preferenčních hlasů, ale nebyla zvolena. V komunálních volbách 2014 kandidovala v Hradci Králové jako nestranička za Hradecký demokratický klub, získala 7 612 preferenčních hlasů a byla zvolena do zastupitelstva města. Ve volbách v roce 2018 mandát obhájila.
V krajských volbách 2016 kandidovala na 12. místě kandidátní listiny Koalice pro královéhradecký kraj, avšak neuspěla. O rok později kandidovala za hnutí STAN do Evropského parlamentu a ve stejném roce byla zvolena předsedkyní HDK.[kdy?] V krajských volbách 2020 kandidovala z druhého místa kandidátní listiny koalice Spojenci pro královéhradecký kraj. Získala 1 231 preferenčních hlasů a stala se krajskou zastupitelkou.
V komunálních volbách v roce 2022 byla z pozice členky hnutí HDK lídryní uskupení „Hradecký demokratický klub a TOP 09 s podporou Hradeckých patriotů a LES“ do Zastupitelstva města Hradec Králové. Ve volbách získala 5 182 preferenčních hlasů a obhájila mandát zastupitelky. V rámci povolebních vyjednávání byla dvakrát domluvena pětikoalice, a to ve stejném složení: uskupení „Hradecký demokratický klub a TOP 09 s podporou Hradeckých patriotů a LES“, ODS, Piráti, uskupení „ROZVÍJÍME HRADEC – NOVÁ HRADECKÁ OBČANSKÁ KANDIDÁTKA“ (tj. hnutí ROZVÍJÍME HRADEC (RH) a nezávislí kandidáti) a uskupení „Změna pro Hradec a Zelení“ (tj. nezávislí kandidáti a Zelení). V polovině listopadu 2022 byla Springerová zvolena novou primátorkou města Hradec Králové a ve funkci tak vystřídala Alexandra Hrabálka z ODS. Stala se tak první ženou v čele tohoto města.
V krajských volbách v roce 2024 obhájila jako členka hnutí HDK post zastupitelky Královéhradeckého kraje, a to na kandidátce uskupení „Čtyřkoalice STAROSTOVÉ, TOP 09, HDK, LES“.

## Dílo
Pavlína Springerová se zabývá především problematikou Latinské Ameriky a to jak z pohledu politických systémů, tak z pohledu mezinárodních vztahů. Často jako odbornice na toto téma vystupuje ve zpravodajských pořadech.

### Výběr z bibliografie
- SPRINGEROVÁ Pavlína, Sedmdesát let od vypuknutí španělské občanské války – vnitřní a vnější aspekty konfliktu, Hradec Králové 2006.[24]
- SPRINGEROVÁ Pavlína, Analýza vývoje a činnosti moravistických politických subjektů v letech 1989–2005, Brno 2010.[25]
- SPRINGEROVÁ Pavlína, KUDYNOVÁ Michaela, POLCEROVÁ Lenka, Západní Sahara – zapomenutý konflikt, Praha 2012. [26]